# Mohamed Ali Belayech
Mohamed Ali Belayech – tunezyjski zapaśnik walczący w stylu wolnym. Wicemistrz igrzysk afrykańskich w 2015. Zdobył cztery medale na mistrzostwach Afryki, w tym złoty w 2009. Wicemistrz arabski w 2014. Brązowy medalista igrzysk śródziemnomorskich w 2009 roku.